# 過去的我
過去的我（What I've Done）是美國搖滾樂團聯合公園的一首單曲，收錄於2007年專輯末日警鐘 毀滅·新生。「過去的我」被作為電影變形金剛的片尾曲。